# Microbiota decussata
Microbiota decussata är en cypressväxtart som beskrevs av Vladimir Leontjevitj Komarov. Microbiota decussata är ensam i släktet Microbiota som ingår i familjen cypressväxter. Inga underarter finns listade i Catalogue of Life.
Utbredningsområdet ligger i östra Ryssland. Det sträcker sig ungefär från Vladivostok till floden Anyuy (en biflod till Amur). Regionen ligger 800 till 1200 meter över havet. Microbiota decussata är vanligen utformad som en buske. Vädret i området är kyligt med ett snötäcke över flera månader. Under den kalla årstiden får barren en kopparbrun färg.
Arten ingår vanligen i barrskogar eller blandskogar tillsammans med andra barrväxter som Abies nephrolepis, Picea jezoensis och koreatall samt lövträd som Alnus maximoviczii, kamtjatkabjörk och arter av rönnsläktet. På öppna ställen vid bergstrakternas toppar hittas Microbiota decussata tillsammans med dvärgtall, sävenbom och Rhododendron mucronulatum.
Sedan 1980-talet förekommer arten som prydnadsväxt i trädgårdar. Microbiota decussata är sällsynt men för beståndet är inga hot kända. IUCN kategoriserar arten globalt som livskraftig.

## Bildgalleri

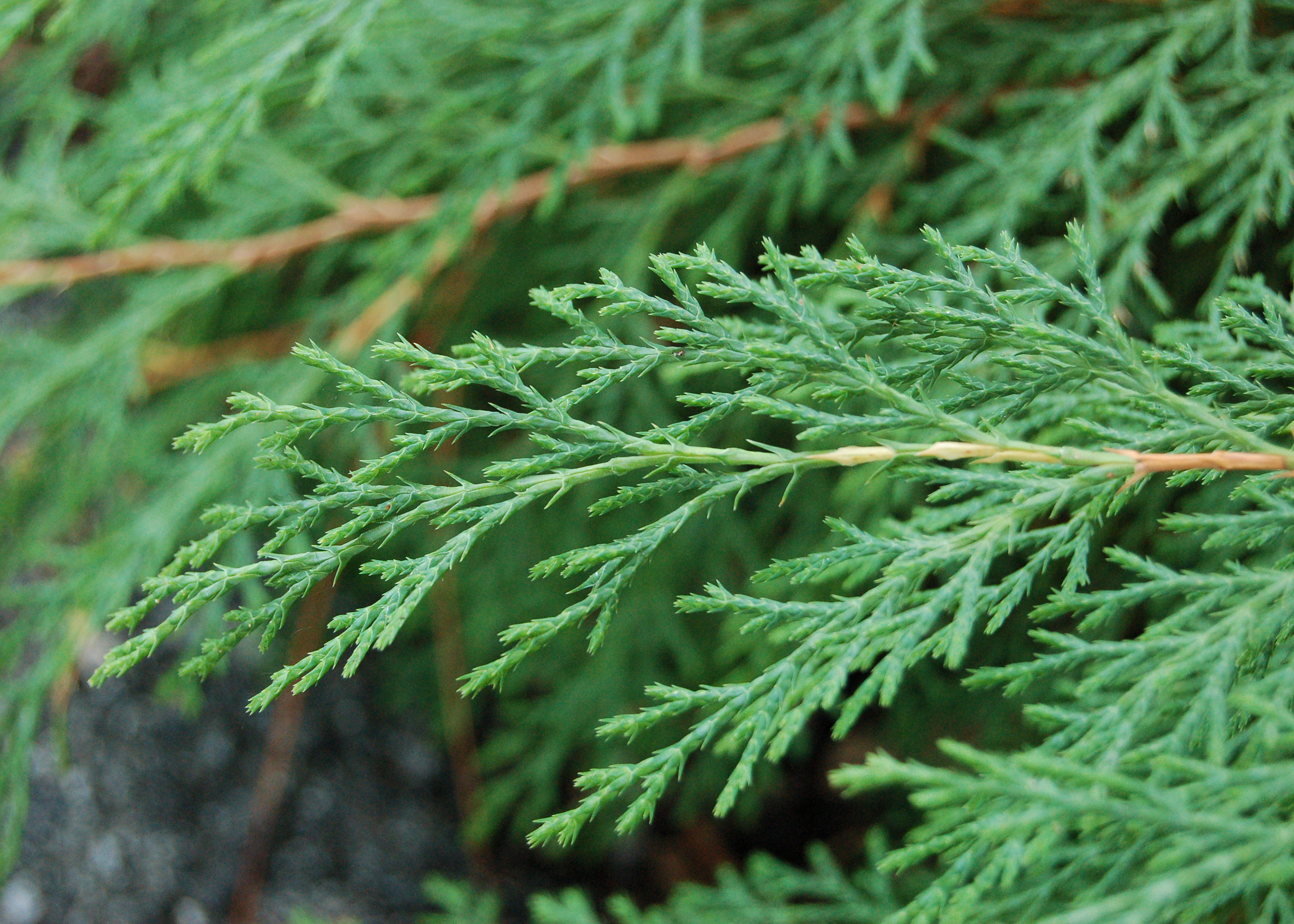
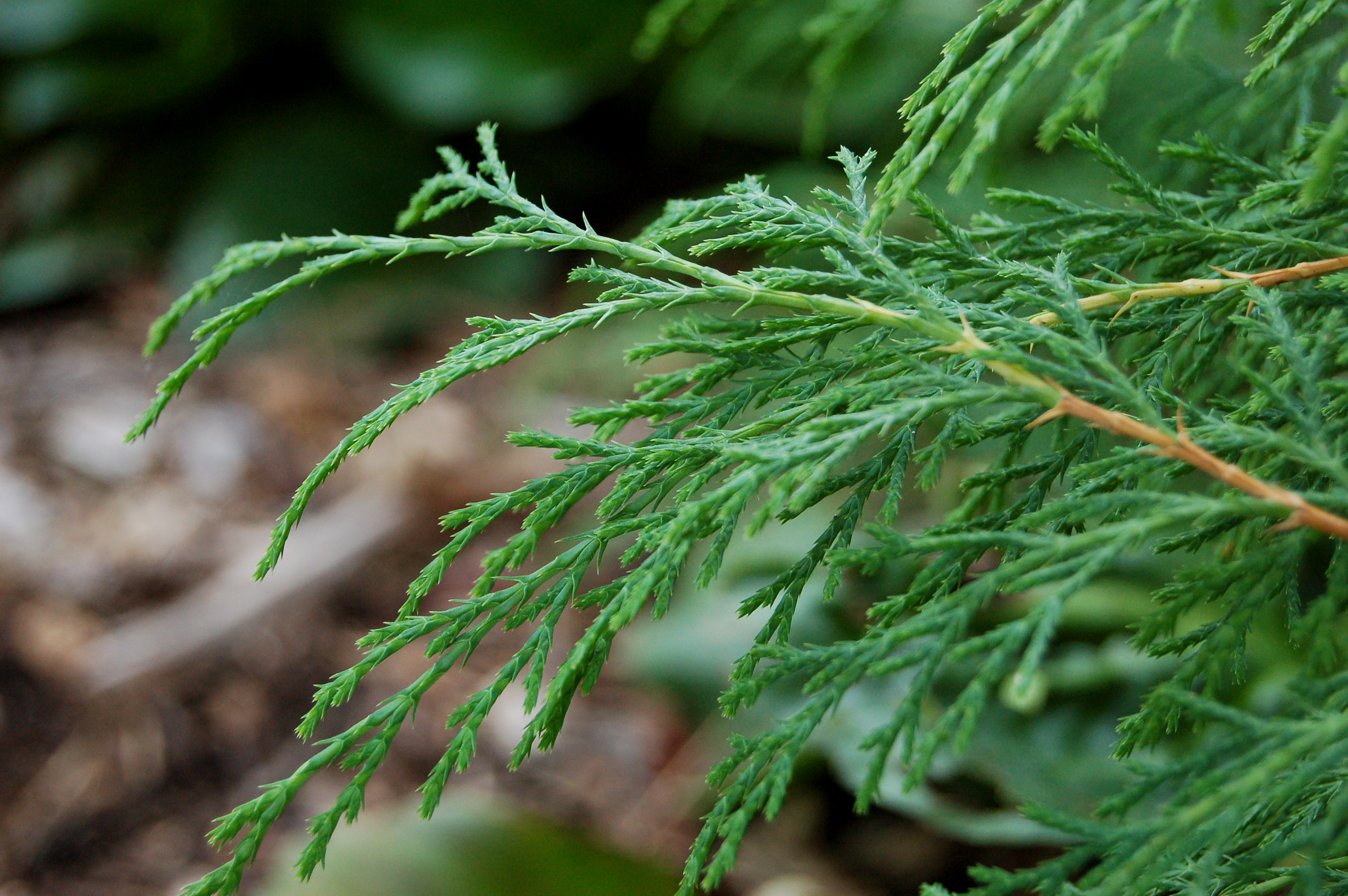
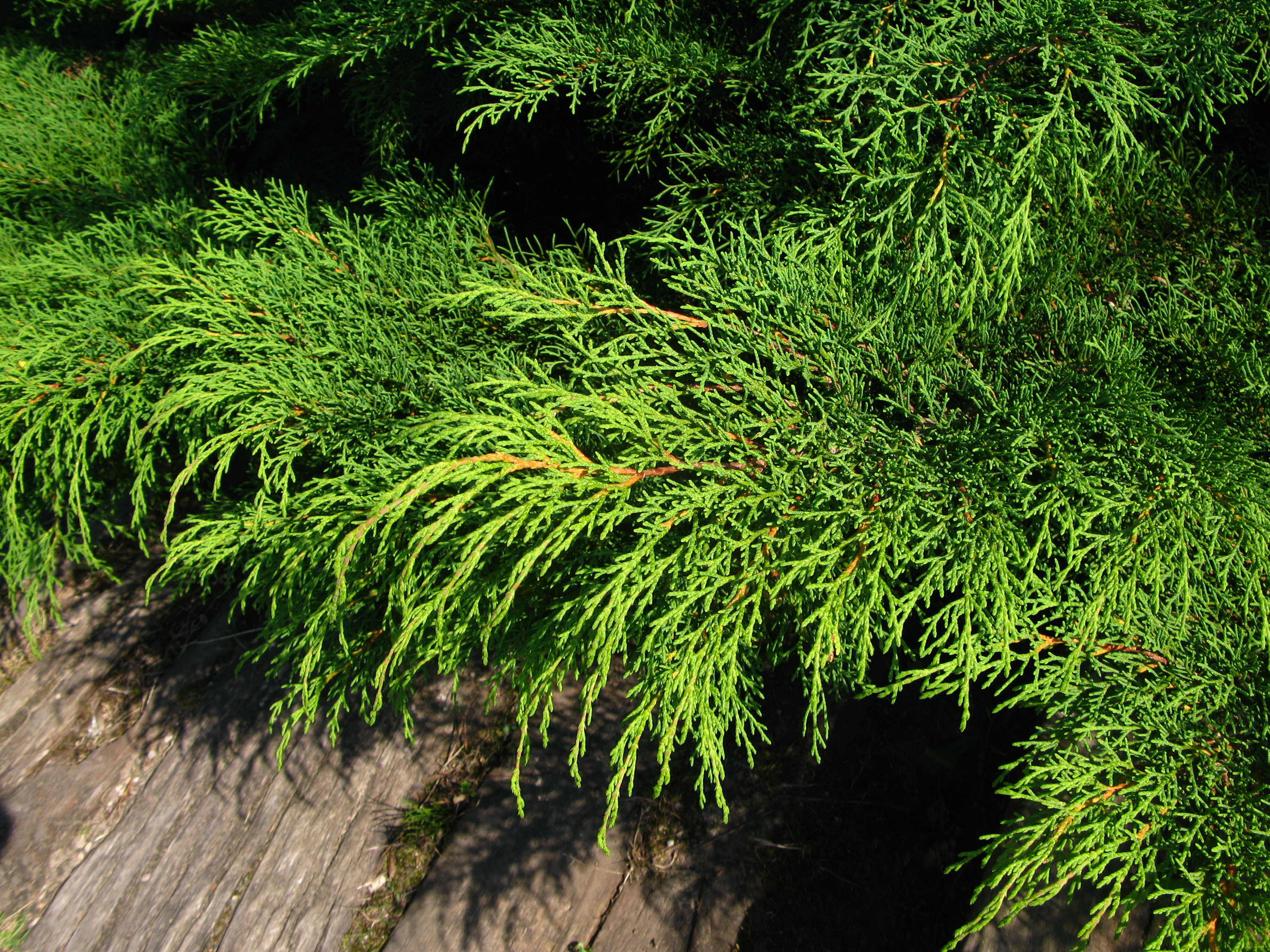
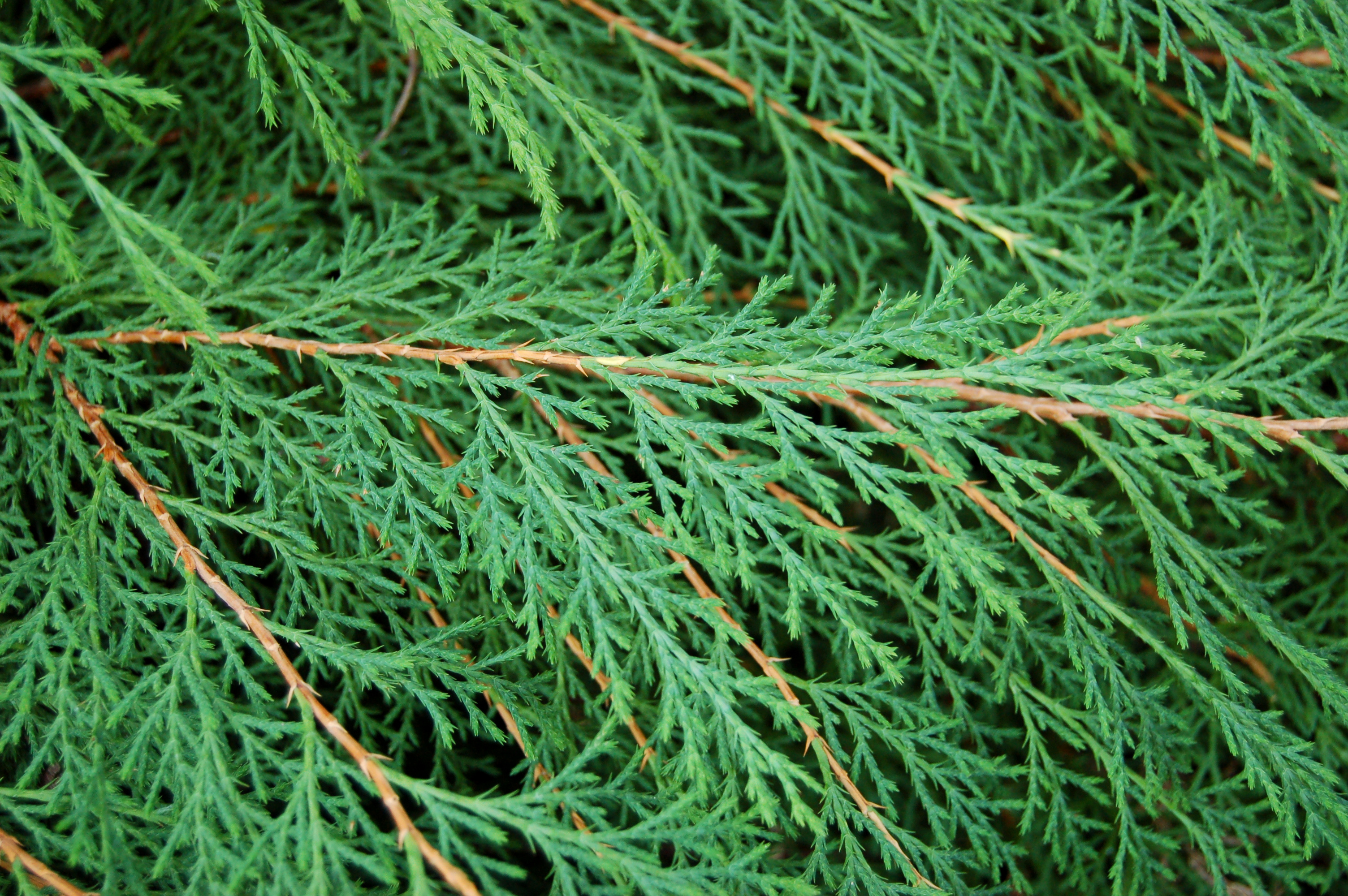
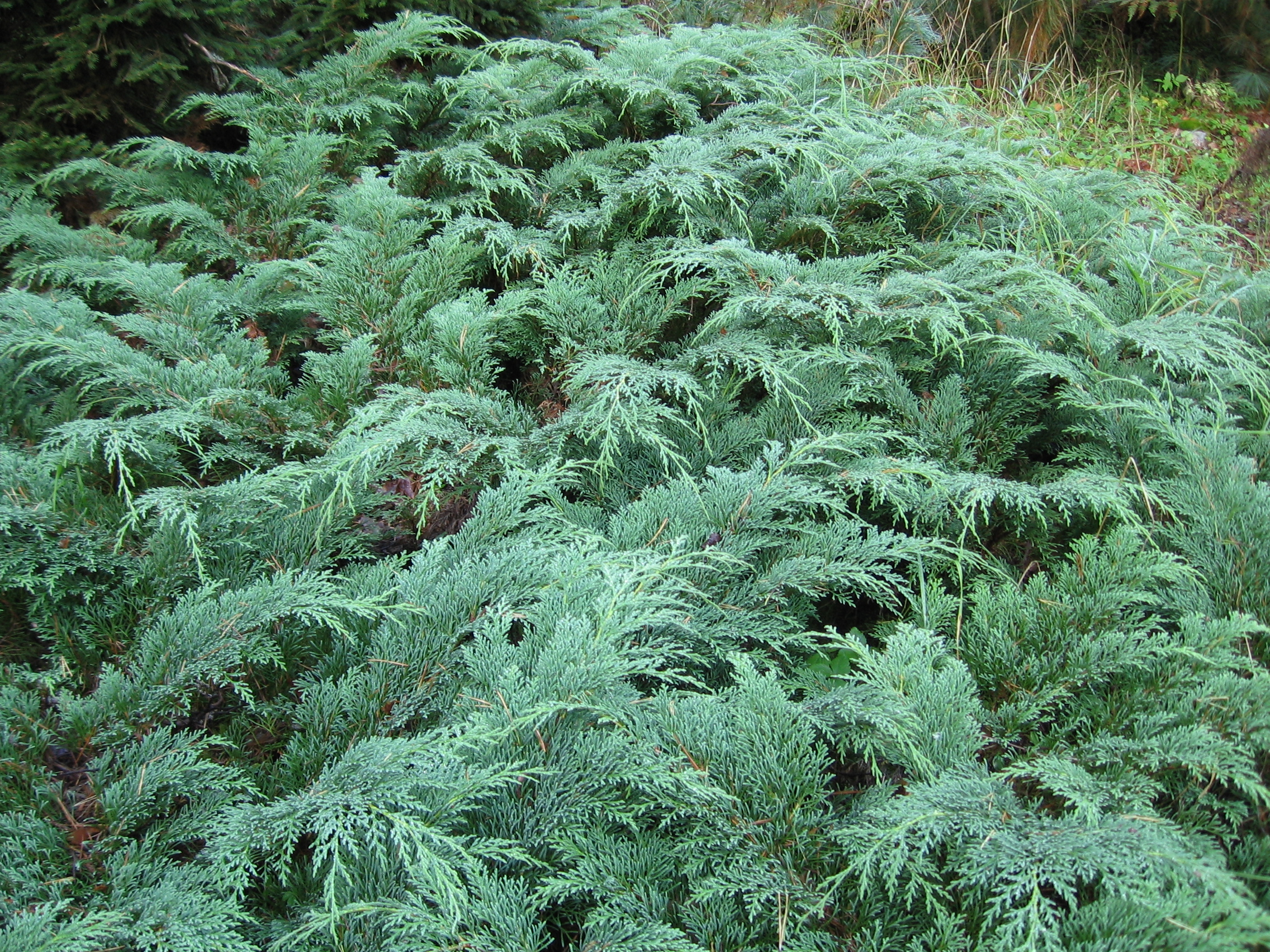
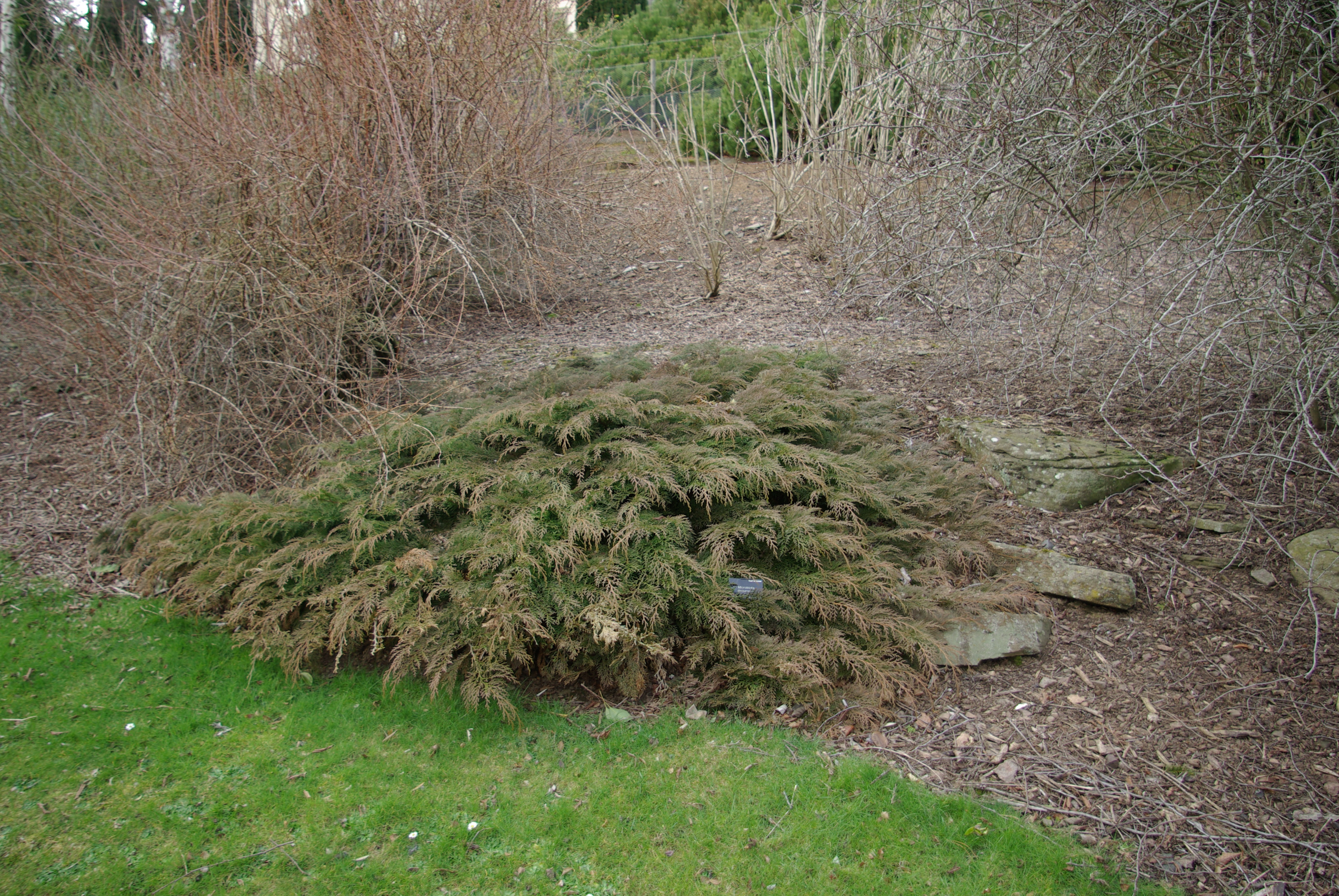